# Vi vill sjunga, vi vill spela
Vi vill sjunga, vi vill spela är ett studioalbum från 1973 utgivet av det svenska dansbandet Ingmar Nordströms på skivbolaget Frituna.

## Låtlista

### Sida A
1. Slitna Sånger (Lily La Lune)
2. On Top of Old Smoky
3. Sucu Sucu
4. Vår jord
5. Le mot dina vänner
6. Som en sockertopp
7. Baby Elephant Walk

### Sida B
1. Karneval i Venedig
2. My Darling Clementine
3. My Bonnie
4. Pilleguren
5. Sail Along Silvery Moon
6. Jag vill sjunga, jag vill spela
7. Spela på kazoo (La di di, la di do)
8. Allt är förbi (The End of the World)

### Fotnoter
1. ↑  ”Vi vill sjunga, vi vill spela”. Svensk mediedatabas. 11 mars 1973. https://smdb.kb.se/catalog/id/001444238. Läst 11 september 2017.
2. ↑  ”Vi vill sjunga, vi vill spela” (på engelska). Discogs. 11 mars 1973. https://www.discogs.com/Ingmar-Nordstr%C3%B6ms-Vi-Vill-Sjunga-Vi-Vill-Spela/release/10643808. Läst 11 september 2017.